# Hexatoma diploneura
Hexatoma diploneura är en tvåvingeart som beskrevs av Alexander 1934. Hexatoma diploneura ingår i släktet Hexatoma och familjen småharkrankar. Inga underarter finns listade i Catalogue of Life.